# Свободные (партия)
Свободные (чеш. Svobodní — до 2019 года Партия свободных граждан чеш. Strana svobodných občanů) — чешская правая, классическо-либеральная, либертарианская политическая партия. Основана в 2009 году чешским политиком и экономистом Петром Махом.

## История партии

### Основание партии
Членами подготовительного комитета партии, были экономист и близкий сотрудник президента Вацлава Клауса Петр Мах, писатель Бенъямин Курас, профессор Мирослав Беднарж, и бывшие политики и депутаты ODS Иржи Пайн и Ярослав Бахора. Партии, ещё перед её официальным созданием, выразили поддержку, множество членов ODS, в том числе Вацлав Клаус и его сын Вацлав Клаус (младший). На международном уровне, создание партии поддержала словацкая партия KDS и британская партия UKIP.
В январе 2009 года, в министерство внутренних дел Чехии, было подано прошение о создании новой партии, одобрение было выдано 6 февраля и 14 февраля был проведён учредительный съезд партии, на котором председателем партии был избран Петр Мах.
Партия принимала участие в выборах в Европейский парламент в 2009 году, на которых получила 29 846 (1,27 %) голосов и не смогла пройти 5% барьер. После выборов, партия отказалась от сотрудничества с партией Яны Бобошиковой Чешский суверенитет, председатель Петр Мах назвал данную политическую силу — "Целеустремленным политическим конгломератом", а также отказались от сотрудничества с партией Дела общественные.
На парламентских выборах в 2010 году, партия получила 38 894 (0,74 %) голосов и не прошла в парламент.
Партия планировала выдвинуть своего кандидата на президентских выборах в 2013 году, однако партия не смогла собрать необходимые 50 тысяч подписей граждан. Перед первым туром голосования, партия отказалась поддерживать какого-либо из кандидатов, из-за того, что никто не был близок к принципам и программе партии. Во втором туре, партия также не поддержала никого из кандидатов, однако председатель Петр Мах заявил, что будет голосовать за Милоша Земана, потому что он является «меньшим злом».
На парламентских выборах в 2013 году, партия получила 122 564 (2,46 %) голосов и не прошла в парламент.

### Выборы в Европейский парламент 2014 года
На выборах в Европейский парламент в 2014 году, партия получила 79 540 (5,24 %) голосов и смогла преодолеть 5 % барьер. Европейским депутатом партии стал её председатель Петр Мах, который вошёл во фракцию Европа за свободу и демократию, благодаря предыдущему сотрудничеству с Найджелом Фаражем.

## Организационная структура
Партия состоит из краевых ассоциаций (чеш. Regionální sdružení), созданных на основе избирательных округов (которые идентичны чешским краям). Высшим исполнительным органом партии является Республиканский президиум (чеш. Republikové předsednictvo). Другими органами партии являются Контрольная комиссия (чеш. Kontrolní komise) и Арбитражная комиссия (чеш. Rozhodčí komise).

## Результаты на выборах

### Выборы вПалату депутатов Парламента Чешской Республики
| Год  | Голоса  | Голоса | Изменения                                           | Изменения                                           | Мандаты  | +/-     | Правительство | Примечания            |
| Год  | Голоса  | %      | Голоса                                              | %                                                   | Мандаты  | +/-     | Правительство | Примечания            |
| ---- | ------- | ------ | --------------------------------------------------- | --------------------------------------------------- | -------- | ------- | ------------- | --------------------- |
| 2010 | 38 894  | 0,74   | Впервые                                             | Впервые                                             | 0 из 200 | Впервые | —             | Не прошли в парламент |
| 2013 | 122 564 | 2,46   | ▲ 83 670                                            | ▲ 1,72                                              | 0 из 200 | ▬       | —             | Не прошли в парламент |
| 2017 | 79 229  | 1,56   | ▼ 43 335                                            | ▼ 0,90                                              | 0 из 200 | ▬       | —             | Не прошли в парламент |
| 2021 | 148 463 | 2,76   | В рамках коалиции «Триколор Свободные Собственники» | В рамках коалиции «Триколор Свободные Собственники» | 0 из 200 | ▬       | —             | Не прошли в парламент |

### Выборы вСенат Чехии
| Выборы | Первый тур | Первый тур | Первый тур | Второй тур | Второй тур | Второй тур | Мандаты | Мест в Сенате | Примечание |
| Выборы | Голоса     | %          | Место      | Голоса     | %          | Место      | Мандаты | Мест в Сенате | Примечание |
| ------ | ---------- | ---------- | ---------- | ---------- | ---------- | ---------- | ------- | ------------- | ---------- |
| 2010   | 5 447      | -          | -          | -          | -          | -          | 0 из 27 | 0 из 81       | -          |
| 2011   | 191        | 0,69       | -          | -          | -          | -          | 0 из 27 | 0 из 81       | ▬          |
| 2012   | 15 588     | 9,68       | -          | -          | -          | -          | 0 из 27 | 0 из 81       | ▬          |
| 2014   | 529        | 2,30       | 8          | -          | -          | -          | 0 из 27 | 0 из 81       | ▬          |
| 2014   | 977        | 7,39       | 7          | -          | -          | -          | 0 из 27 | 0 из 81       | ▬          |
| 2014   | 14 508     | -          | -          | -          | -          | -          | 0 из 27 | 0 из 81       | ▬          |
| 2016   | 4 568      | -          | -          | -          | -          | -          | 0 из 27 | 0 из 81       | ▬          |
| 2018   | 2 884      | -          | -          | -          | -          | -          | 0 из 27 | 0 из 81       | ▬          |
| 2020   | 9 297      | 0,93       | -          | 8 433      | 1,87       | -          | 1 из 27 | 1 из 81       | ▲ 1        |

### Выборы вЕвропейский парламент
| Год  | Голоса | Голоса | Изменения | Изменения | Мандаты | +/-     | Примечания                                                           |
| Год  | Голоса | %      | Голоса    | %         | Мандаты | +/-     | Примечания                                                           |
| ---- | ------ | ------ | --------- | --------- | ------- | ------- | -------------------------------------------------------------------- |
| 2009 | 29 846 | 1,26   | Впервые   | Впервые   | 0 из 21 | Впервые |                                                                      |
| 2014 | 79 540 | 5,24   | ▲ 49 694  | ▲ 3,98    | 1 из 21 | ▲ 1     |                                                                      |
| 2019 | 15 492 | 0,65   | ▼ 64 048  | ▼ 4,59    | 0 из 21 | ▼ 1     | Коалиция «Свободные, Liberland и Radostné Česko - Выйдем без оплаты» |
| 2024 | 52 408 | 1,76   | ▲ 36 916  | ▲ 1,11    | 0 из 21 | ▬       |                                                                      |